# Estado-Maior do Coordenador da Task Force
O Estado-Maior do Coordenador da Task Force (Portugal, 2020-2021), foi uma equipa composta por militares criada pelo governo português para coordenar e colocar em prática o processo de vacinação contra a pandemia de COVID-19 em Portugal. 

## História
O Núcleo de Apoio ao Coordenador da Task Force para a elaboração do «Plano de Vacinação contra a COVID-19 em Portugal», vulgarmente designado de Estado-Maior do Coordenador da Task Force, foi implementado após a tomada de posse do Vice-almirante Henrique Gouveia e Melo como Coordenador da Task Force.
Este Estado-Maior foi constituído por 35 militares e uma civil, disponibilizados pelos três ramos das Forças Armadas (Marinha, Exército e Força Aérea) e pelo Estado-Maior-General das Forças Armadas (EMGFA). Estes assumiram as responsabilidades de planeamento estratégico (afastar no tempo o planeamento macro da execução); controlo de execução (garantir a fiel implementação dos planos e orientações de gestão); verificação dos resultados do processo (recolher e comparar dados contribuindo para o ajustar dos planos e identificar situações anormais) e comunicação estratégica (gerir expetativas e reduzir ansiedade, informando de maneira simples e clara). 

## Organograma da Task Force
Foi estruturada a seguinte organização:

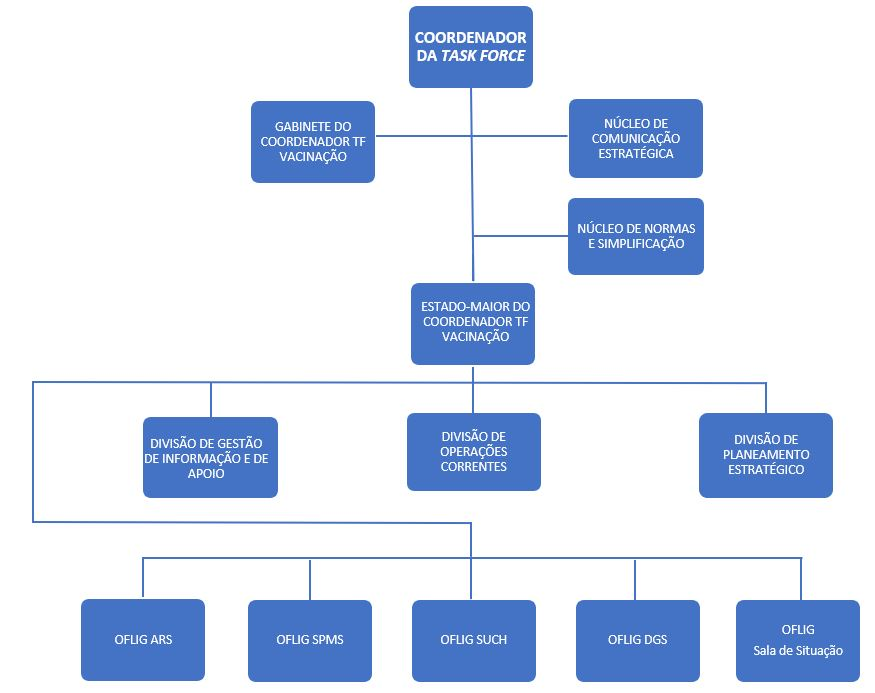
Organograma do Estado-Maior do Coordenador da Task Force

Segue uma breve descrição dos objetivos e principais competências do Gabinete do Coordenador da Task Force, dos Núcleos de Assessoria Pessoal e Técnica, das Divisões e dos diversos Oficiais de Ligação:
Gabinete do Coordenador da Task Force
O Gabinete do Coordenador da Task Force foi constituído pelo Capitão-de-mar-e-guerra Nuno Palmeiro Ribeiro, Chefe do Gabinete e pelos Major Marcos Monteiro de Sousa, Sargento-ajudante Paulo Rosário Ribeiro, Cabo-mor António Almeida Silva, Cabo Paulo Pereira Tomé e Assistente Técnica Manuela Maria Bastos Lourenço. Este gabinete teve como objetivo a prestação do apoio direto e pessoal ao Coordenador da Task Force, designadamente ao nível das relações com entidades externas.

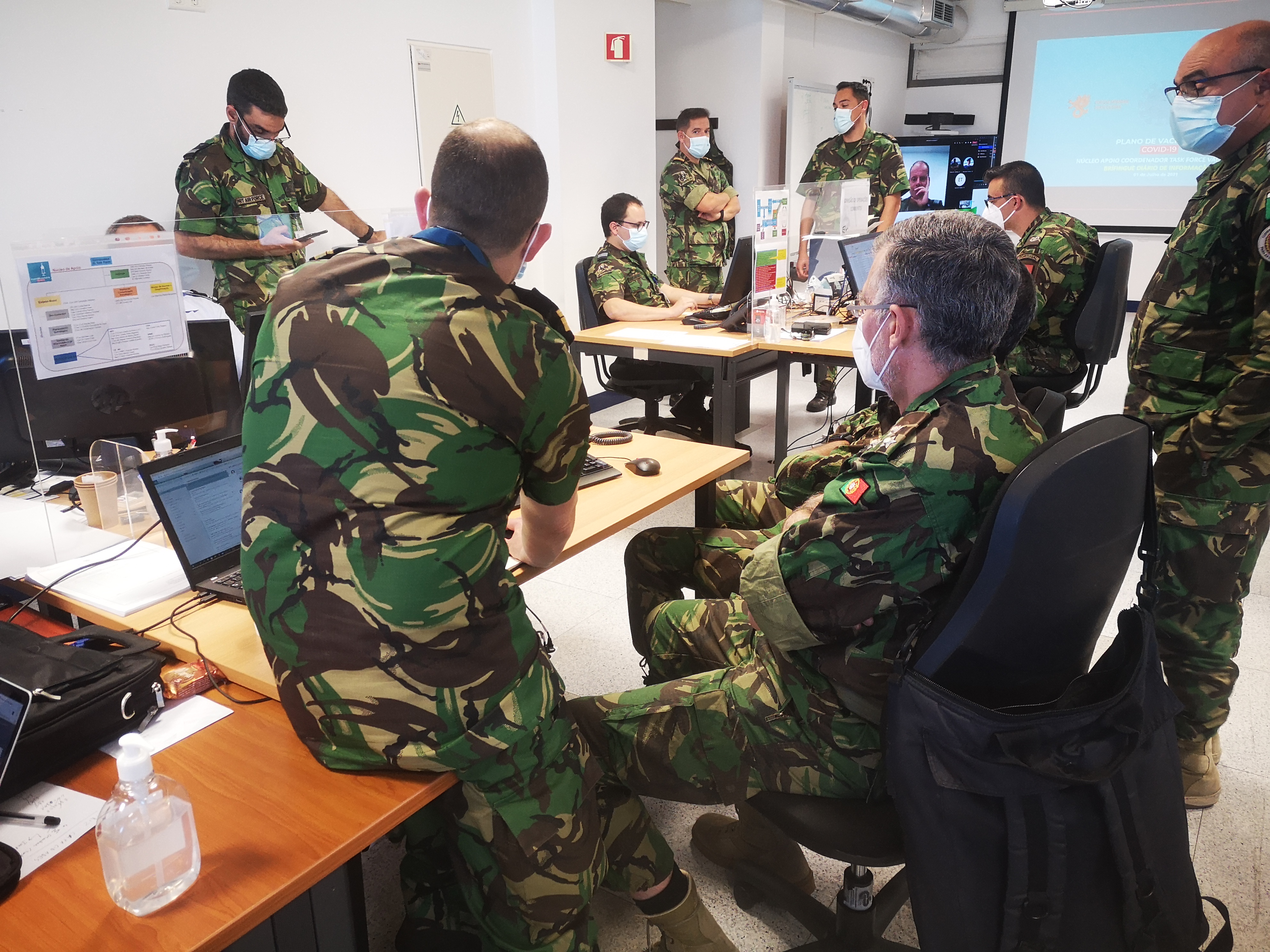
Coordenador da Task Force e o seu Estado-Maior analisando informação para a tomada de decisão.

As principais competências deste gabinete foram as seguintes:
- Submeter a despacho os assuntos que, através do gabinete, fossem dirigidos ao Coordenador da Task Force;
- Assegurar as relações externas e garantir a coordenação de visitas de entidades externas à Task Force;
- Responder as solicitações, reclamações e sugestões dirigidas ao Coordenador da Task Force;
- Prestar apoio administrativo, designadamente registar, adicionar e arquivar a entrada e saída documental.

Núcleo de Comunicação Estratégica
O Núcleo de Comunicação Estratégica foi guarnecido pelo Capitão-de-mar-e-guerra José Ramos de Oliveira e pelo Capitão-de-fragata José Eduardo de Sousa Luís. Este núcleo teve como objetivo a comunicação continua do processo de vacinação, em articulação com o Gabinete da Ministra da Saúde, com a Direção-Geral da Saúde (DGS), com a Autoridade Nacional do Medicamento e Produto de Saúde (INFARMED) e com os Serviços Partilhados do Ministério da Saúde (SPMS), adequando-o permanentemente a todos os públicos-alvo.
As principais competências deste núcleo foram as seguintes:
- Assessorar o Coordenador da Task Force para a área da comunicação;
- Planear a realização de conferências de imprensa e as visitas do Coordenador da Task Force;
- Elaborar e divulgar Notas à Imprensa e esclarecer as dúvidas dos diversos Órgãos de Comunicação Social (OCS);
- Garantir a comunicação da Task Force, em articulação com a assessoria de comunicação dos gabinetes do Primeiro Ministro, da Ministra da Saúde, do Secretário de Estado Adjunto e da Saúde e Secretário de Estado da Saúde;
- Contribuir para o Plano de Comunicação da campanha da vacinação, coordenado pelo Ministério da Saúde;
- Análise e arquivo de informação, elaborada pelos diversos OCS, referente à atividade da Task Force e do seu Coordenador.

Núcleo de Normas e Simplificação
Este núcleo, guarnecido pelo Coronel Carlos Penha Gonçalves teve como principal missão acompanhar e intervir na evolução do processo normativo durante todo o período de atuação da Task Force, em particular nas Normas e orientações técnicas da DGS relativas às vacinas utilizadas no plano, à campanha de vacinação e aos centros de vacinação COVID-19. Este núcleo também serviu como elemento de ligação do núcleo de apoio do coordenador à DGS para assuntos técnicos e interveio na construção de processos de vacinação muito específicos como foi o caso da vacinação de migrantes.

Chefe do Estado-Maior do Coordenador da Task Force
O Coronel Paulo Conceição Antunes exerceu as funções de Chefe do Estado-Maior do Coordenador da Task-Force tendo como principais funções:
- Proceder à distribuição de tarefas pelas respetivas divisões, assegurando o cumprimento dos prazos definidos;
- Propor o ritmo de batalha (Battle Rhythm) a implementar no funcionamento do Estado-Maior e garantir o seu cumprimento;
- Coordenar o trabalho das divisões, assegurando o cumprimento integrado das orientações dadas pelo Coordenador;
- Supervisionar o cumprimento das tarefas em desenvolvimento pelo Estado-Maior, assegurando a sincronização das ações em curso.

Divisão de Operações Correntes
A Divisão de Operações Correntes, composto pelo Capitão-de-fragata Paulo Costa Ramos, pelo Major Pedro Carvalho Dias, pelo Capitão Carlos Silva Pereira, pelo Capitão Fábio Martins Tavares, pelo Capitão Rui Neves Bastos e pelo Sargento-ajudante Ricardo Simões Vieira, teve como objetivo estudar, acompanhar e coordenar os assuntos relativos ao planeamento das operações correntes, no âmbito da vacinação contra a COVID-19. As principais competências desta divisão foram as seguintes:
- Elaborar o Plano de Distribuição de Vacinas a curto prazo (2 a 3 semanas);
- Monitorizar a execução do Plano Semanal;
- Processar, distribuir e acompanhar as listas de vacinação;
- Atualizar os Planos de Vacinação enviados;
- Coordenar com a Sala de Situação a execução dos Planos de Vacinação;
- Identificar soluções para universos específicos a vacinar;
- Coordenar com as Entidades Externas a execução dos Planos de Vacinação.

Divisão de Planeamento Estratégico
A Divisão de Planeamento Estratégico, formada pelo Tenente-coronel Rui Rocha Pinto, que chefiou a Divisão e pelos Capitão-tenente Rui Gonçalves de Deus, Major Filipe Santos de Oliveira, Primeiro-tenente Pedro Carolas e Alferes Fábio Pinheiro Domingues, teve como missão estudar, acompanhar e coordenar os assuntos relativos ao planeamento das operações futuras, no âmbito da vacinação COVID-19.
As principais competências desta divisão foram as seguintes:
- Estudar e desenvolver métodos de análise e de apoio à decisão, designadamente pelo recurso à investigação operacional;
- Elaborar o Plano Estratégico de Distribuição de Vacinas, a médio prazo (4 a 6 semanas);
- Colaborar na elaboração dos Planos de Distribuição semanal;
- Acompanhar e realizar os estudos relativos ao desenvolvimento da vacinação;
- Assegurar a participação nos grupos de trabalho conforme determinado superiormente;
- Estudar e definir os requisitos operacionais e técnicos para elaboração de indicadores;
- Monitorização da falha (eficiência e eficácia) da vacina durante o processo vacinal;
- Produzir Indicadores de Gestão para apoio à decisão do Coordenador da Task Force;
- Definir a estrutura de dados necessária para a produção dos indicadores necessários à tomada de decisão.

Divisão de Gestão da Informação e de Apoio
A Divisão de Gestão da Informação e Apoio, chefiada inicialmente pelo Capitão-tenente Pedro Nero Luís e posteriormente pelo Primeiro-tenente Vladimiro Maio Neves, foi constituída pelos Primeiro-sargento João Vieira Dias e Primeiro-sargento Orlanda Cruz Lima. Esta divisão teve como objetivo a gestão informação, elaboração e colaboração no desenvolvimento de sistemas de informação e comunicações e a gestão de todo o parque informático na administração de redes e sistemas.
As principais competências desta divisão foram as seguintes:
- Assessorar o Coordenador da Task Force para a área da gestão de informação;
- Administrar as redes e sistemas de informação e comunicações;
- Desenvolver e monitorizar diversas bases de dados para contribuir no apoio à tomada de decisão;
- Garantir o acompanhamento e controlo dos processos relacionados com quebras de vacinas e casos de vacinação indevida;
- Criar plataformas webizadas para divulgação da informação por todas as entidades envolvidas (micro site interno);
- Apoiar no desenvolvimento junto de empresas externas e dos SPMS de ferramentas de apoio ao processo de vacinação (Afluência e Senhas Digitais);
- Contribuir para o esclarecimento de dúvidas por parte dos utentes de saúde.

Oficiais de Ligação às Administrações Regionais de Saúde (ARS)
Os Oficiais de Ligação às ARS foram os elementos representantes do Coordenador da Task Force junto das ARS. Estes trabalharam, sob direção do Chefe do Estado-Maior e tiveram como missão, a cooperação, coordenação e a troca de informação com as cinco ARS. As funções de oficial de ligação foram exercidas pelo Tenente-coronel Vladimiro Cancela (ARS Norte), pela Major Rute Matos (ARS Norte), pelo Major Luís Canilho (ARS Centro), pelo Tenente-coronel Alberto Pinho (ARS Lisboa e Vale do Tejo), pelo Capitão-tenente José Ventura (ARS Alentejo) e pelo Capitão-tenente Paulo Calado Pinto (ARS Algarve). As principais competências dos Oficias de Ligação às ARS, foram as seguintes:
- Efetuar a ligação com os Presidentes das ARS, ACeS e responsáveis dos Centros de Vacinação COVID-19;
- Efetuar os contactos com os Assessores Militares, atribuídos aos Secretários de Estado, que superintendem e tutelam as respetivas ARS;
- Projeção para os Centros de Vacinação COVID-19, indicados pelo Coordenador da Task Force, com o objetivo de monitorização e reporte de limitações no processo de vacinação;
- Divulgar os diversos planos de distribuição de vacinas aos Assessores Militares.
- Monitorizar e acompanhar Stocks de vacinas de cada ARS;
- Monitorizar e acompanhar diariamente a execução dos Planos de Distribuição (Planeado versus Requisitado, distribuído e inoculado);
- Elaborar relatórios de anomalias e de erros de agendamento identificados pelas ARS/Centros de Vacinação COVID-19;
- Monitorizar e acompanhar a situação vacinal dos utentes acamados de cada ARS;
- Monitorizar e acompanhar a situação vacinal da Estrutura Residencial para Pessoas Idosas (ERPI).

Oficiais de Ligação aos Serviços Partilhados do Ministério da Saúde (SPMS)
Os Oficiais de Ligação aos SPMS, constituídos, pelo Tenente-coronel António Afonso Lopes, Major Filipe Santos Oliveira e o Alferes Fábio Pinheiro Domingues, trabalharam, sob direção do Chefe do Estado-Maior e tiveram como missão, possibilitar e promover a cooperação, coordenação e a troca de informação com os SPMS.
As principais competências dos Oficiais de Ligação aos SPMS, foram as seguintes:
- Apoiar, contribuir e acompanhar os SPMS, nos processos ligados à vacinação, identificando e pondo em contacto os responsáveis dos SPMS e do Estado-Maior do Coordenador da Task Force, por forma a obter-se uma visão de conjunto e esforço coordenado, alcançado desta forma o estado final desejado pelo Coordenador da Task Force para cada um dos processos;
- Alertar o Estado-Maior sobre os assuntos pendentes e futuros dos SPMS, dado a sua natureza e implicações, efetuando uma coordenação direta com a Divisão de Planeamento Estratégico do Estado-Maior;
- Promover a reunião de coordenação semanal entre o Estado-Maior e os SPMS, contribuir para agenda de assuntos a serem abordados;
- Apoio nos processos de inconformidades no agendamento, reclamações e queixas de utentes, na identificação das responsabilidades de cada uma das entidades no processo e fluxo de informação entre o Estado-Maior e os SPMS;
- Apoio técnico aos SPMS, quando solicitado, em áreas para as quais os Oficias de Ligação aos SPMS estejam capacitados.

Oficiais de Ligação ao Serviço de Utilização Comum dos Hospitais (SUCH)

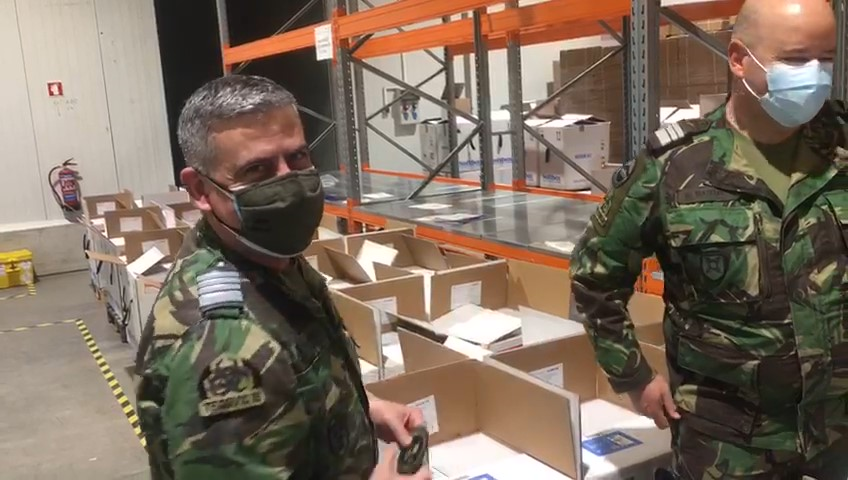
Equipa de oficiais de ligação do SUCH durante uma ação de verificação de um lote de vacinas

Integrando inicialmente o Núcleo de Apoio à Decisão do Estado-Maior-General das Forças Armadas, constitui-se, após a criação do Estado-Maior do Coordenador da Task-Force, na Equipa de Ligação ao SUCH. Esta equipa, guarnecida pelo Coronel Pedro Rego Ferreira e pelo Tenente-coronel Manuel Carvalho Mateus, garantiu o apoio e assessoria ao SUCH, entidade responsável por assegurar a operacionalização do processo logístico das vacinas (receção, armazenamento e distribuição), contribuindo para o controlo eficiente da execução do Plano Logístico no âmbito do Plano Nacional de Vacinação contra a COVID-19.
As principais tarefas desenvolvidas por esta equipa foram as seguintes:
- Apoiar a receção, controlo e armazenamento das vacinas no Polo Logístico Nacional;
- Apoiar no planeamento e controlo das operações de expedição e distribuição de vacinas;
- Apoiar na ligação entre o SUCH e as demais entidades intervenientes no processo logístico, particularmente as Forças Armadas e com as Forças de Segurança;
- Monitorizar do cumprimento dos Planos de Distribuição semanal de vacinas;
- Garantir a Ligação diária com o Estado-Maior do Coordenador da Task Force para o apoio à ação de controlo da atividade no Polo Logístico;
- Registar diariamente as atividades desenvolvidas no SUCH e reporte semanal ao Coordenador da Task Force, com a atualização e avaliação da situação.

Oficial de Ligação à Direção-Geral da Saúde (DGS)
O Major João Farias Roseiro, exerceu as funções de oficial de ligação à DGS, tendo como missão a cooperação, coordenação e a troca de informação com a DGS.
As principais competências deste oficial de ligação foram as seguintes:
- Desenvolver e apresentar o Plano de Administração que constituiu um capítulo do Plano de Vacinação e parte da Norma da Campanha de Vacinação;
- Colaborar na definição dos grupos prioritários com a devida fundamentação científica, nomeadamente na definição das patologias que teriam mais risco de internamentos e morte;
- Apoiar na elaboração das normas específicas das vacinas e de todo o material de formação da preparação, estabilidade, entre outra informação aos profissionais de saúde;
- Colaborar na elaboração de um documento que permitiu uma análise comparativa dos grupos prioritários definidos para vacinação contra a COVID-19 nos vários países da União Europeia, Estados Unidos da América e Canadá;
- Participar nas reuniões de trabalho com os SPMS para a parametrização da aplicação VACINAS para as vacinas contra a COVID-19;
- Reportar semanalmente ao Centro Europeu de Prevenção e Controlo das Doenças (ECDC) e Comissão Europeia dos dados cumulativos de toda a atividade vacinal;
- Coordenar a Orientação Técnica para a criação e definição dos requisitos técnicos dos centros de vacinação em massa, com a criação de um projeto-piloto no centro de vacinação sediado na Academia Militar;
- Rever a Orientação Técnica da rede de frio das vacinas, com atualização dos requisitos mínimos recomendados;
- Apoiar na definição e elaboração do Boletim Semanal de Vacinação produzido para o portal COVID-19;
- Projetar para os Açores como Chefe da Equipa de Apoio à Vacinação das Forças Armadas na Operação “Ilhas Periféricas”, que constituiu na vacinação, com a primeira dose, da população residente nas ilhas que não possuem hospital;
- Coordenar, com as diversas entidades, a funcionalidade do Centro de Vacinação COVID-19 do Pavilhão 3 da Cidade Universitária em Lisboa.

Oficiais de Ligação à Sala de Situação do Ministério da Saúde
Integrando inicialmente o Núcleo de Apoio à Decisão do Estado-Maior General das Forças Armadas, constituiu-se, após a criação do Estado-Maior do Coordenador da Task-Force, na equipa de Oficiais de Ligação à Sala de Situação do Ministério da Saúde. Constituído pelos, Tenente-coronel Carlos Augusto Morais, Tenente-coronel António Afonso Lopes e Major Jorge Antunes Simões, teve como objetivo contribuir para o planeamento, controlo, coordenação e execução do processo de vacinação em articulação com o Estado-Maior do Coordenador da Task Force e apoio aos elementos representados na Sala de Situação do Ministério da Saúde, nomeadamente, Gabinete do Secretário de Estado da Saúde, DGS, INFARMED, Forças e Serviços de Segurança, os SPMS e SUCH.
As principais competências destes Oficiais de Ligação foram as seguintes:
- Assessorar o Coordenador da Task Force e o seu Estado-Maior nos assuntos relacionados com a definição estratégica do processo bem como na elaboração e operacionalização dos diferentes planos;
- Apoiar as diversas células da Sala de Situação e entidades aí representadas, nas diferentes etapas do processo de vacinação que compreendeu o planeamento (comando e controlo), a logística (armazenamento e distribuição), a vacinação (administração das vacinas) e a verificação (recolha de dados e acompanhamento da evolução);
- Contribuir para o desenvolvimento e melhoria dos Sistemas de Informação de apoio à Gestão (SIG) e criação de ferramentas que facilitaram o comando e controlo do processo em todo o seu espectro;
- Analisar de forma crítica os registos efetuados nas diferentes plataformas e alertar para a necessidade de correções de eventuais erros identificados;
- Alertar para a necessidade de elaboração e revisão de normas e orientações técnicas especificas relacionadas com a campanha de vacinação COVID-19;
- Acompanhar os indicadores de progresso da campanha de vacinação que permitam identificar eventuais desvios ao planeado e apresentar propostas para correção dos mesmos;
- Propor e contribuir para a elaboração de material didático dedicado aos profissionais de saúde envolvidos no processo;
- Monitorizar a execução da vacinação de grupos prioritários em consonância com as diretrizes superiores;
- Garantir a observância das Instruções do Coordenador pelos elementos da Sala de Situação e das entidades por si representadas;
- Elaborar os relatórios estatísticos periódicos e esporádicos solicitados pelo escalão superior.

## O Coordenador da Task Force com o seu Estado-Maior
Este grupo, bastante heterogéneo e com experiências profissionais e pessoais muito distintas, soube, desde o primeiro dia e sob a liderança do Vice-almirante Henrique Gouveia e Melo, funcionar como um verdadeiro Estado-Maior.  Numa permanente pressão e constantes desafios, trabalhou afincadamente e com grande entrosamento entre os diversos núcleos e divisões, num permanente ambiente de boa disposição, grande espírito de equipa e sã camaradagem, contribuindo de forma muito significativa para o sucesso da missão.